# Earl Bamber
Earl Anderson Bamber (ur. 9 lipca 1990 w Wanganui) – nowozelandzki kierowca wyścigowy.

## Kariera

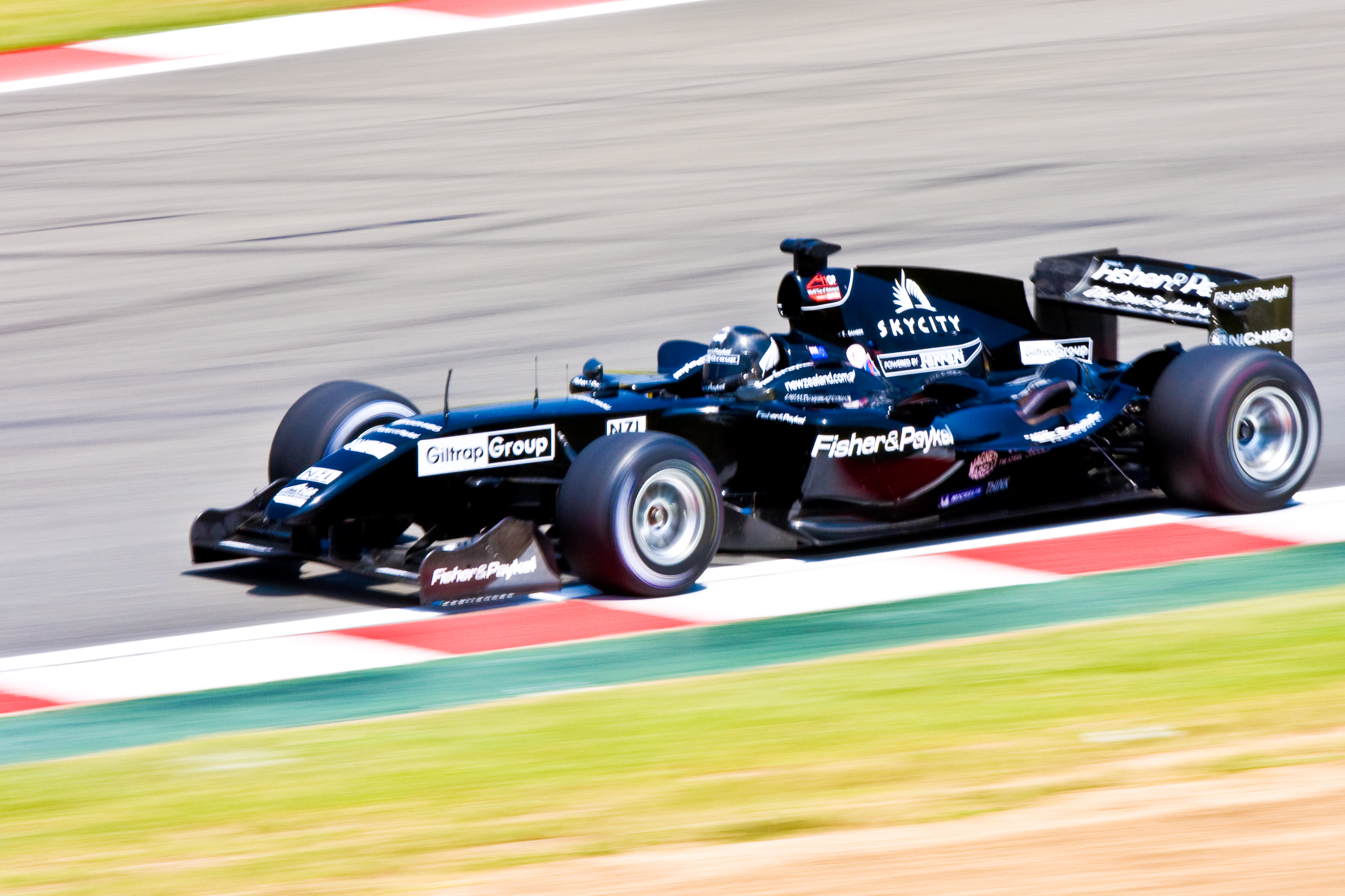
Earl Bamber w samochodzie reprezentacji nowozelandzkiej w sezonie 2008/2009 A1 Grand Prix

Bamber rozpoczął karierę w wyścigach samochodowych na przełomie 2005 i 2006 roku, od startów w South Island Formula Ford Championship. W każdym z pięciu wyścigów, w którym wystartował, zwyciężał. Uzbierane 60 punktów dało mu szóstą lokatę w klasyfikacji generalnej. W późniejszych latach startował także w Nowozelandzkiej Formule Ford, Azjatyckiej Formule BMW (mistrz w 2006 roku), Azjatyckiej Formule Renault V6, Toyota Racing Series, International Formula Master, Formula Master Italia, Australijskiej Formule 3, Euroseries 3000, Azjatyckiej Serii GP2, A1 Grand Prix, Superleague Formula, Porsche GT3 Cup Challenge NZ Championship, Motul Oil SS2000 Championship, GT1 New Zealand Racing Series, JK Racing Asia Series, Azjatyckim Pucharze Porsche Carrera, Australijskim Pucharze Porsche Carrera, Audi R8 LMS Cup China, Malaysian Super Series oraz w Porsche Supercup.

## Statystyki
| Sezon     | Seria                                      | Zespół                       | Wyścigi | Zwycięstwa | PP | NO | Podium | Punkty | Pozycja |
| --------- | ------------------------------------------ | ---------------------------- | ------- | ---------- | -- | -- | ------ | ------ | ------- |
| 2005/2006 | South Island Formuła Ford Championship     | Stealth                      | 5       | 5          |    |    | 5      | 60     | 6       |
| 2005/2006 | Nowozelandzka Formuła Ford                 | Powerbuilt                   | 17      | 3          | 1  | 3  | 6      | 883    | 4       |
| 2006      | Azjatycka Formuła BMW                      | Team Meritus                 | 19      | 10         | 9  | 5  | 14     | 290    | 1       |
| 2006/2007 | Toyota Racing Series                       | Team Meritus                 | 23      | 0          | 0  |    | 0      | 600    | 7       |
| 2007      | Azjatycka Formuła Renault V6               | Team Meritus                 | 8       | 0          | 1  | 0  | 1      | 31     | 11      |
| 2008      | Toyota Racing Series                       | International Motorsport     | 23      | 10         | 10 | 10 | 15     | 1207   | 2       |
| 2008      | Azjatycka Formuła V6                       | TPC Team Qi-Meritus          | 8       | 5          | 2  | 6  | 7      | 105    | 2       |
| 2008      | Australijska Formuła 3 - Gold Star class   | Opes Prime Team BRM          | 3       | 0          | 0  | 1  | 1      | 23     | 13      |
| 2008      | Formula Master Italia                      | ADM Motorsport               | 2       | 0          | 0  | 0  | 0      | 28     | 8       |
| 2008      | Międzynarodowa Formuła Master              | ADM Motorsport               | 2       | 1          | 0  | 0  | 1      | 12     | 15      |
| 2008      | Toyota Racing Series - Hamilton 400 Trophy |                              | 2       | 2          | 2  | 1  | 2      | 150    | 1       |
| 2008/2009 | Azjatycka Seria GP2                        | Qi-Meritus Mahara            | 5       | 0          | 0  | 0  | 1      | 8      | 14      |
| 2008/2009 | Toyota Racing Series                       |                              | 3       | 1          | 1  | 2  | 3      | 209    | 12      |
| 2008/2009 | A1 Grand Prix                              | Team New Zealand             | 10      | 0          | 0  | 0  | 3      | 36     | 7       |
| 2009      | Międzynarodowa Formuła Master              | ADM Motorsport               | 6       | 0          | 0  | 0  | 0      | 2      | 18      |
| 2009      | Euroseries 3000                            | TP Formula                   | 2       | 0          | 0  | 0  | 0      | 8      | 11      |
| 2010      | Toyota Racing Series                       | Triple X Motorsport          | 15      | 6          | 2  | 4  | 9      | 912    | 2       |
| 2010      | Superleague Formula                        | FC Porto                     | 5       | 1          | 0  | 0  | 3      | 495    | 7       |
| 2010      | Superleague Formula                        | PSV Eindhoven                | 5       | 1          | 0  | 0  | 3      | 495    | 7       |
| 2010/2011 | GT1 New Zealand Racing Series              | Trans-am                     | 3       | 0          | 1  | 1  | 0      | 75     | 3       |
| 2010/2011 | Motul Oil SS2000 Championship              |                              | 3       | 1          | 1  | 3  | 1      | 0      | NS†     |
| 2010/2011 | Porsche GT3 Cup Challenge NZ Championship  | Triple X Motorsport          | 3       | 0          | 0  | 0  | 2      | 169    | 15      |
| 2011      | Toyota Racing Series                       | M2 Competition               | 6       | 0          | 0  | 0  | 0      | 164    | 15      |
| 2012      | JK Racing Asia Series                      | Mahara                       | 4       | 0          | 0  | 0  | 0      | 0      | NS      |
| 2013      | Azjatycki Puchar Porsche Carrera           | Nexus Racing                 | 12      | 6          | 5  | 6  | 11     | 217    | 1       |
| 2013      | Australijski Puchar Porsche Carrera        | Grove Group                  | 2       | 0          | 0  | 0  | 0      | 0      | NS      |
| 2013      | Audi R8 LMS Cup China                      | Audi Hong Kong Team          | 3       | 1          | 2  | 3  | 2      | 27     | 12      |
| 2013      | Malaysia Merdeka Endurance Race - GT3      | Naza Nexus Racing            | 1       | 0          | 0  | 0  | 0      | N/A    | 4       |
| 2013      | Malaysian Super Series - GT Open           | Nexus Racing                 | 1       | 1          | 0  | 1  | 1      | 25     | 5       |
| 2013      | Porsche Supercup                           | FACH Auto Tech               | 3       | 0          | 1  | 0  | 0      | 0      | NS†     |
| 2014      | Porsche Supercup                           | FACH Auto Tech               | 9       | 3          | 1  | 2  | 7      | 155    | 1       |
| 2014      | Liqui Moly Bathurst 12 Hour - Class B      | Grove Motorsport             | 1       | 0          | 0  | 0  | 0      | N/A    | 1       |
| 2014      | Azjatycki Puchar Porsche Carrera           | LKM Racing                   | 10      | 8          | 6  | 5  | 10     | 199    | 1       |
| 2014      | Niemiecki Puchar Porsche Carrera           | Team 75 Bernhard             | 10      | 2          | 0  | 3  | 5      | 126    | 7       |
| 2014      | GT Asia - GT3                              | LKM Racing                   | 3       | 0          | 0  | 0  | 0      | 0      | NS      |
| 2014      | Macau GT Cup                               | LKM Racing                   | 1       | 0          | 0  | 0  | 0      | 0      | 8       |
| 2014      | United Sports Car Championship - GTLM      | Porsche North America        | 1       | 0          | 0  | 0  | 1      | 33     | 29      |
| 2014      | United Sports Car Championship - GTD       | Muehlner Motorsports America | 2       | 0          | 0  | 0  | 0      | 15     | 102     |
| 2015      | 24h Le Mans (LMP1)                         | Porsche Team                 | 1       | 1          | 0  | 0  | 1      | N/A    | 1       |

† – Bamber nie był zaliczany do klasyfikacji generalnej.

* - sezon w trakcie.

## Wyniki w 24-godzinnym wyścigu Le Mans
| Rok  | Zespół       | Partnerzy                  | Samochód           | Klasa | Okrążenia | Poz. | Klasa Poz. |
| ---- | ------------ | -------------------------- | ------------------ | ----- | --------- | ---- | ---------- |
| 2015 | Porsche Team | Nico Hülkenberg Nick Tandy | Porsche 919 Hybrid | LMP1  | 395       | 1    | 1          |

## Wyniki w Azjatyckiej Serii GP2
| Legenda oznaczeń w tabelach wyników Wyświetl szablon na nowej stronie | Legenda oznaczeń w tabelach wyników Wyświetl szablon na nowej stronie                                                                     |
| Oznaczenie                                                            | Wyjaśnienie |
| --------------------------------------------------------------------- | --- |
| Złoty                                                                 | Zwycięzca lub mistrzostwo |
| Srebrny                                                               | 2. miejsce lub wicemistrzostwo |
| Brązowy                                                               | 3. miejsce lub II wicemistrzostwo |
| Zielony                                                               | Ukończył, punktował (w klasyfikacji generalnej, gdy zdobył co najmniej jeden punkt na przestrzeni sezonu, poza trzema powyższymi opcjami) |
| Niebieski                                                             | Ukończył, nie punktował (w klasyfikacji generalnej, gdy nie zdobył co najmniej jednego punktu na przestrzeni sezonu)                      |
| Czerwony                                                              | Nie zakwalifikował się (NZ) |
| Czerwony                                                              | Nie prekwalifikował się (NPK) |
| Różowy                                                                | Nie ukończył (NU) |
| Różowy                                                                | Niesklasyfikowany (NS) (w klasyfikacji generalnej, gdy nie został sklasyfikowany w żadnym wyścigu sezonu)                                 |
| Czarny                                                                | Zdyskwalifikowany (DK) |
| Czarny                                                                | Wykluczony (WYK/EX) |
| Biały                                                                 | Nie wystartował (NW) |
| Biały                                                                 | Kontuzjowany (K/INJ) |
| Biały                                                                 | Wyścig odwołany (OD/C) |
| Bez koloru                                                            | Został wycofany (WYC/WD) |
| Bez koloru                                                            | Nie przybył (NP/DNA) |
| Bez koloru                                                            | Nie brał udziału w treningach (NT/DNP) |
| Bez koloru                                                            | Nie został zgłoszony (–) |
| Pogrubienie                                                           | Start z pole position |
| Kursywa                                                               | Najszybsze okrążenie wyścigu |
| †                                                                     | Nie ukończył, ale jego rezultat został zaliczony ze względu na przejechanie więcej niż 90% dystansu wyścigu.                              |
| *                                                                     | Sezon w trakcie |
| 1/2/3                                                                 | Punktowana pozycja w sprincie |
| Lista systemów punktacji Formuły 1                                    | |

| Rok       | Zespół               | Wyniki w poszczególnych eliminacjach | Wyniki w poszczególnych eliminacjach | Wyniki w poszczególnych eliminacjach | Wyniki w poszczególnych eliminacjach | Wyniki w poszczególnych eliminacjach | Wyniki w poszczególnych eliminacjach | Wyniki w poszczególnych eliminacjach | Wyniki w poszczególnych eliminacjach | Wyniki w poszczególnych eliminacjach | Wyniki w poszczególnych eliminacjach | Wyniki w poszczególnych eliminacjach | Punkty | Pozycja |
| --------- | -------------------- | ------------------------------------ | ------------------------------------ | ------------------------------------ | ------------------------------------ | ------------------------------------ | ------------------------------------ | ------------------------------------ | ------------------------------------ | ------------------------------------ | ------------------------------------ | ------------------------------------ | ------ | ------- |
| 2008/2009 | My Qi-Meritus Mahara | CHN                                  | CHN                                  | ARE                                  | BHR                                  | BHR                                  | QAT                                  | QAT                                  | MAL                                  | MAL                                  | BHR                                  | BHR                                  | 8      | 14      |
| 2008/2009 | My Qi-Meritus Mahara | 6                                    | 2                                    | NU                                   | 11                                   | 7                                    | -                                    | -                                    | -                                    | -                                    | -                                    | -                                    | 8      | 14      |